# Parthenope massena
Parthenope massena är en kräftdjursart som först beskrevs av Roux 1830.  Parthenope massena ingår i släktet Parthenope och familjen Parthenopidae. Inga underarter finns listade i Catalogue of Life.